# Hospital San Juan de Dios (San José)
El Hospital San Juan de Dios es un hospital público localizado en San José, Costa Rica. Es uno de los nosocomios más importantes de la capital y del país. Fue el primer hospital construido en la historia de Costa Rica y es uno de los más antiguos de la nación, pues su fundación data de 1845. Pertenece a la Caja Costarricense del Seguro Social y cuenta con todas las especialidades médicoquirúrgicas. Es una de las instituciones beneméritas del país. Se encuentra ubicado en la intersección entre: la avenida Segunda y el Paseo Colón, calles 14 y 16 en el distrito de Hospital, en pleno centro de la ciudad de San José.

## Historia
La creación del Hospital San Juan de Dios data del 27 de junio de 1845 cuando el entonces representante ante la Cámara de diputados de Costa Rica, el Dr. José María Castro Madriz (más tarde primer Presidente de la República) presentó ante dicha cámara un proyecto para fundar la Junta de Caridad (hoy, Junta de Protección Social de San José) y construir un hospital general, puesto que el país no contaba con ninguno. Dicha ley fue aprobada el 3 de julio, la cual en su artículo primero sancionó el nombre del hospital como «San Juan de Dios».

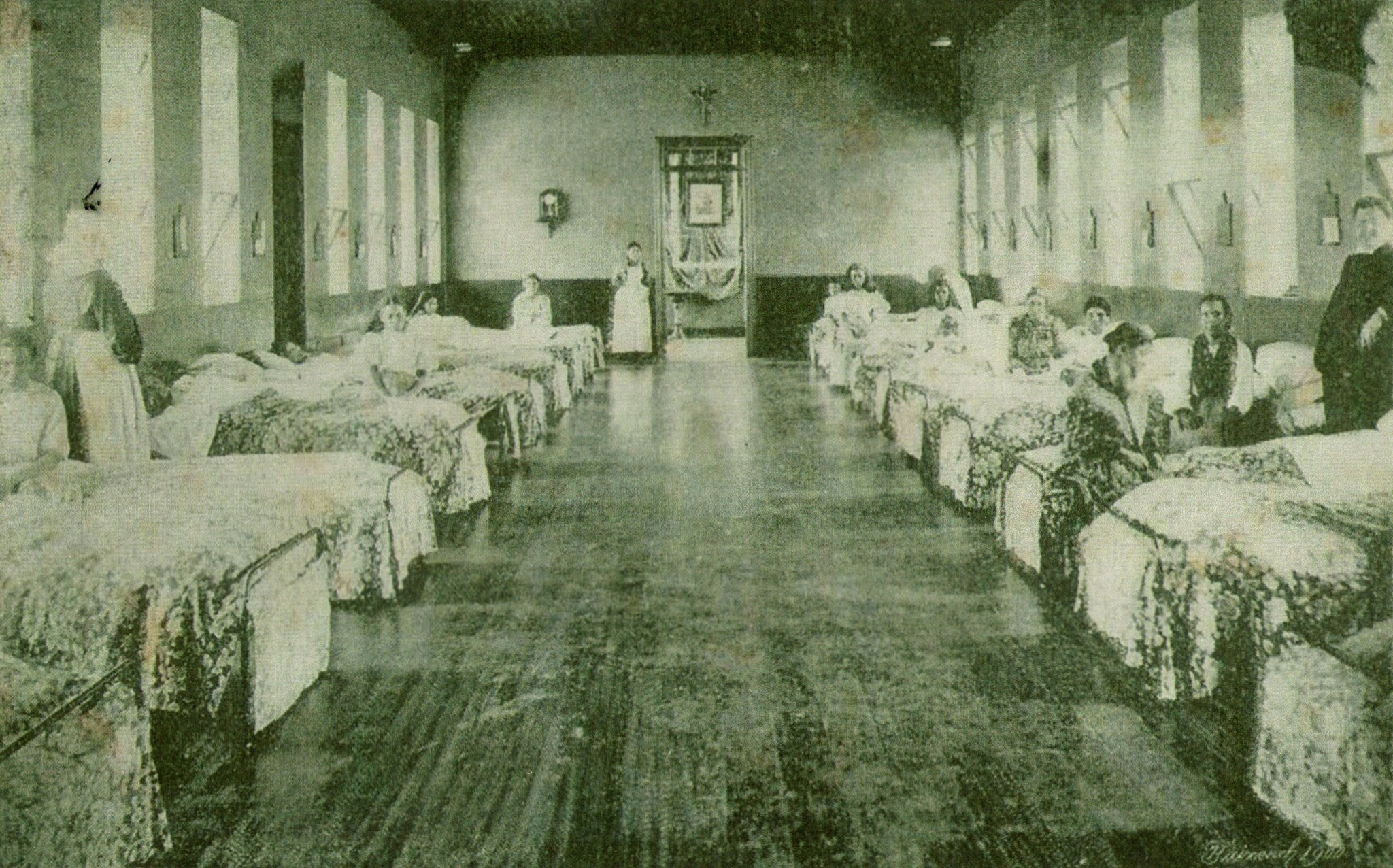
Fotografía de 1902 del Salón de Mujeres del Hospital San Juan de Dios.

La construcción del inmueble no inició sino hasta 1852, siendo presidente Juan Rafael Mora Porras, a instancias de Monseñor Anselmo Llorente y La Fuente y con motivo de la guerra de 1856, y se terminó hasta 1855. En 1857, se estableció el Protomedicato y la Sociedad Médica, y en 1865 el hospital quedó bajo la dirección de las Hermanas de la Caridad, que llegaron al país hasta 1871. Durante el gobierno de Tomás Guardia Gutiérrez, en 1874, se organizaron los primeros cursos de la Facultad de Medicina (decretada su creación por Juan Rafael Mora desde 1850), cuyas prácticas se hicieron en este hospital, siendo Cirilo Mora el primer Licenciado en Medicina (1877). La Facultad tuvo vida efímera y se cerró en 1880.

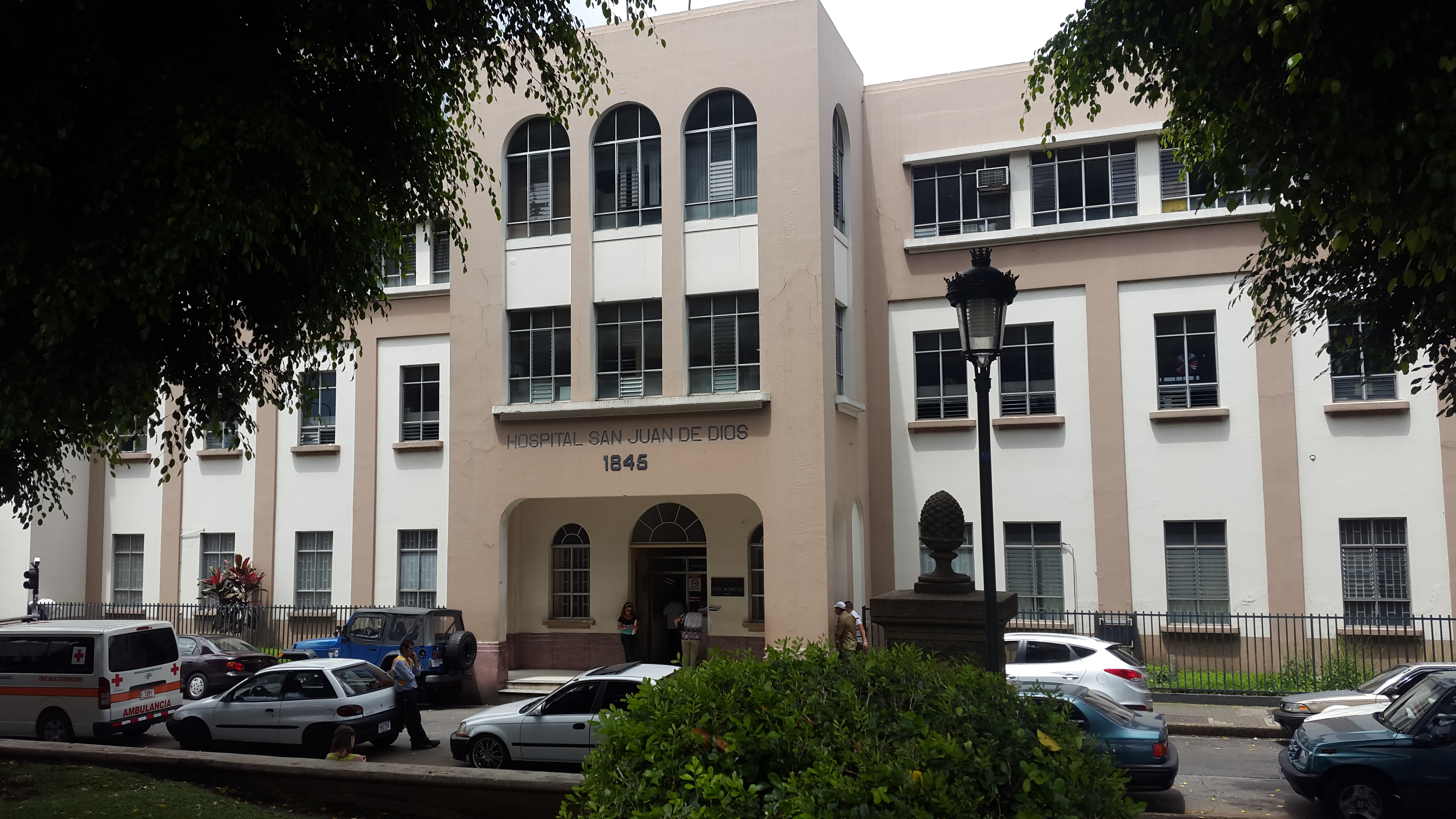
La llamada «Puerta de Médicos», frente al Parque de La Merced.

En 1885, por iniciativa del Dr. Carlos Durán Cartín, se creó un sistema de loterías para financiar al hospital, sancionándose la ley que creaba también el Hospital Nacional Psiquiátrico, conocido en esa época como el Asilo Chapuí. En 1889, se crearon las secciones de medicina y cirugía, a cargo de los doctores Marín Boneffil y Durán Cartín, respectivamente, y se realizó la primera remodelación del inmueble.
En 1903 entró en funcionamiento el segundo piso del hospital, y en 1905 se creó el primer laboratorio clínico. En 1909 se compraron terrenos para ampliar tanto el hospital como el asilo, y en 1916, se abrió el servicio de odontología. En 1917, se fundó en este hospital la primera Escuela de Enfermería. Debido a varios terremotos, el hospital fue reconstruido y ampliado en 1924. Ese mismo año se creó un servicio para el combate de enfermedades tropicales (el primer servicio de infectología). En 1926 y 1927 se abrieron los servicios de urología, pediatría, patología y ortopedia, y se construyó una biblioteca, y en 1936, se abrió el servicio de consulta externa, y en 1937, el servicio de radiología, gracias a contribución popular.

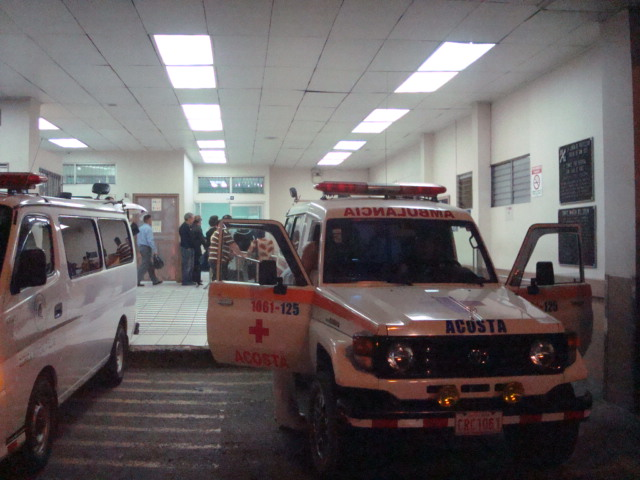
Entrada al servicio de emergencias.

En 1942, la Caja Costarricense del Seguro Social y el hospital firmaron un contrato para que los asegurados de aquella institución recibieron atención «temporalmente» mientras esta construía un nuevo hospital. En 1943 se abrieron los servicios de radioterapia y el banco de sangre, en 1945, cirugía pediátrica, en 1960, rehabilitación, en 1967, se construyó el servicio de emergencias, una clínica traumatológica (para atender pacientes del Instituto Nacional de Seguros), el auditorio de la Escuela de Medicina de la Universidad de Costa Rica, se ampliaron los servicios de ortopedia, oncología, neurocirugía, el laboratorio de hematología, hemodinámica, pruebas respiratorias, isótopos, gastroenterología y nefrología.
El laboratorio de hormonas, audiometría, electrocardiografía, metabolismo y fotomotogramas datan de 1971, así como la primera Unidad de Cuidados Intensivos del país.
En 1973 comenzó a funcionar la Unidad de Cobaltoterapia, adquirida por contribución popular, se construyó el edificio de oncología y se inauguró la biblioteca «Dr. Jorge Vega R». En 1976 se abrió un nuevo pabellón de consultorios, y en 1977 el hospital fue traspasado oficialmente a la CCSS. En 1978 se abrió una nueva UCI y una nueva planta para la morgue; en 1979, una unidad de cuidado intensivo respiratorio y el servicio de terapia respiratoria; y en 1982, el servicio de medicina nuclear «Dr. Álvaro Ortiz Ortiz». En 2005, comenzó a funcionar el nuevo edificio de medicina interna, y en 2007, el hospital fue intervenido por la CCSS debido a anomalías en manejo de compras, infraestructura y manejo de personal. En 2012 se inició la remodelación y ampliación de los quirófanos.
Por los salones del hospital han pasado muchos de los médicos más emblemáticos de la historia del país, beneméritos de la patria, entre los que se cuentan Juan José Flores Umaña, Rafael Ángel Calderón Muñoz, Carlos Durán Cartín, Solón Núñez Frutos, Clodomiro Picado Twight, Ricardo Moreno Cañas, Carlos Luis Valverde Vega, Carlos Sáenz Herrera, Rafael Ángel Calderón Guardia y Rodrigo Cordero Zúñiga.

## Perfil

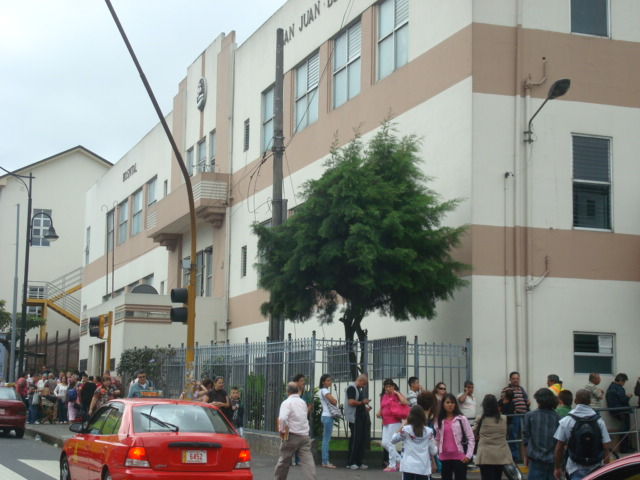
Vista del Hospital San Juan de Dios desde el Paseo Colón.

El sistema de salud de Costa Rica recae en 4 instituciones: la Caja Costarricense del Seguro Social (CCSS), el Instituto Nacional de Seguros, el Instituto Costarricense de Acueductos y Alcantarillados, y el Ministerio de Salud. Los 3 primeros son instituciones autónomas, mientras que el último es parte del Poder Ejecutivo y se encarga de la coordinación de todo el sector. De ellos, la CCSS es la encargada de proveer los servicios de salud y maternidad a toda la población. La atención se encuentra organizada en 3 niveles:
- el primer nivel o nivel de atención primaria, que se encarga de la consulta de medicina general, y está conformado por los EBAIS, las clínicas y algunos puestos de salud.

- el segundo nivel corresponde a servicios de atención especializada en cirugía general, medicina interna, pediatría, ginecología y obstetricia, que se encuentra en manos de 10 clínicas mayores, 13 hospitales periféricos y 7 hospitales regionales.

- el tercer nivel corresponde a atención de casos medicoquirúrgicos complejos, y está conformado por 3 hospitales generales «clase A» (el San Juan de Dios, el Hospital México y el Hospital Rafael Ángel Calderón Guardia) y 5 hospitales nacionales especializados (el Hospital Nacional de Niños, el Hospital Geriátrico Dr. Raúl Blanco Cervantes, el Hospital Nacional de la Mujer Dr. Adolfo Carit Eva, el Hospital Nacional Psiquiátrico y el CENARE).

De esta manera, el Hospital San Juan de Dios es un hospital general clase A que cuenta con todas las especialidades médicoquirúrgicas para atender patologías del tercer nivel, a donde los pacientes llegan por referencia de los otros niveles, o bien, por admisión a través del Servicio de Emergencias.

## Área de cobertura
En Costa Rica existen 3 redes de servicios de salud: la Red Noroeste, la Red Sur y la Red Este, las cuales están conformadas de acuerdo al área de influencia de los 3 grandes hospitales generales. El Hospital San Juan de Dios lidera la Red Sur, y tiene como apoyo un hospital regional (el Hospital Escalante Pradilla del cantón de Pérez Zeledón) y 5 hospitales periféricos (Hospital de Ciudad Neily, Hospital de San Vito de Coto Brus, Hospital Max Terán Vals de Quepos, Hospital Manuel Mora Valverde de Golfito y Hospital Tomás Casas Casajús de Ciudad Cortés). A su vez, el país se encuentra dividido en 98 áreas de salud. De estas, las siguientes áreas refieren pacientes de tercer nivel al Hospital San Juan de Dios: los distritos josefinos de Pavas, Mata Redonda, Hospital y Hatillo; los cantones de Desamparados, Puriscal, Turrubares, Acosta, Aserrí, Alajuelita, Escazú, Mora, Santa Ana y Pérez Zeledón, en la provincia de San José; Corralillo y La Sierra, en la provincia de Cartago; los cantones de Parrita, Aguirre, Buenos Aires, Corredores, Osa, Golfito y Coto Brus, en la provincia de Puntarenas. En total, el número de personas adscritas a la red que cubre el San Juan de Dios asciende aproximadamente a un millón de personas.

## Arquitectura

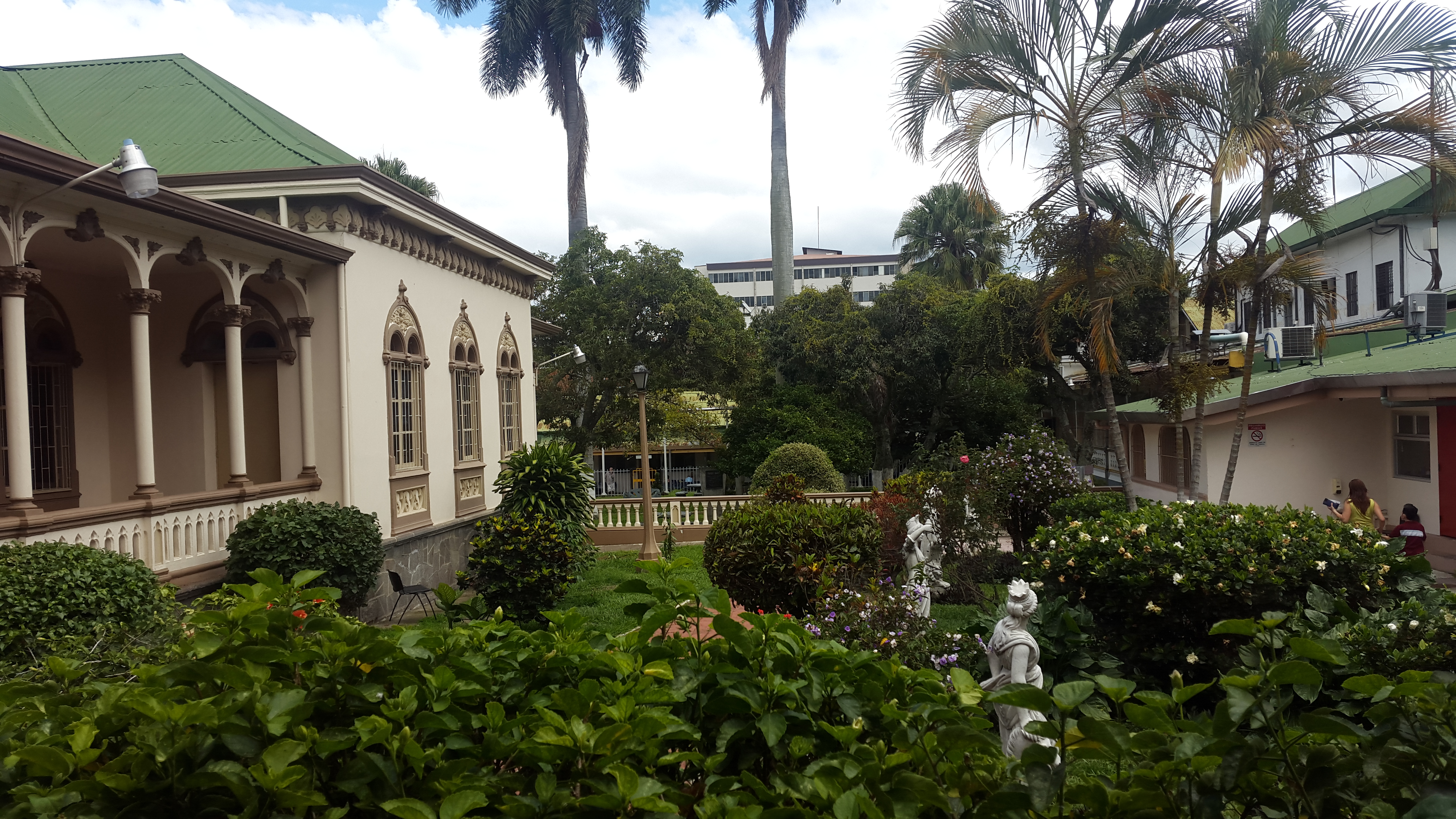
Centro de Estudios del Hospital San Juan de Dios. Conserva un patio interior y varios elementos de la arquitectura ecléctica de finales del.

El Hospital San Juan de Dios ha pasado por varias etapas de construcción, reconstrucción y remodelaciones. El primer edificio del hospital se comenzó a erigir en 1852 y se finalizó hasta 1855. Era una edificación sencilla hecha de adobe y bahareque, con un estilo arquitectónico bastante simple, que incluía la presencia de patios internos. En 1895, se dio la primera reconstrucción y remodelación importante: el hospital sufrió bastantes cambios, ampliándose con un edificio de dos plantas en forma de L que todavía se conserva. Este edificio, construido por el arquitecto eclectista italiano Francesco Tenca, presentaba numerosos elementos del estilo neogótico, expresado en la ornamentación, ventanas ojivales, y pequeños círculos en forma de rosetones que coronaban los ventanales del segundo piso.
En la década de 1920 y 1930 se aplicó un plan de modernización del hospital que incluyó la remoción de los elementos arquitectónicos neogóticos, lo que implicó un cambio sustancial en las fachadas. Se eliminó la ornamentación eclectista y las ventanas se volvieron más sencillas, de forma rectangular. En 1934, una parte del edificio fue demolida para construir la Escuela de Enfermería, erigiéndose también un edificio anexo al costado norte, donde se ubican actualmente la Pensión Echandi y la Consulta Externa. Este edificio es obra del arquitecto costarricense José Francisco Salazar Quesada.
Una de las edificaciones más recientes es el edificio que alberga la sección de medicina interna, localizado hacia el costado sureste del hospital, construida en 2005.